# Bahnstrecke Ormaryd–Anneberg
| Bahnhof Ormaryd |                     |                                            |                   |
| Streckennummer: | AOJ                 |                                            |                   |
| Streckenlänge: | 7 km                |                                            |                   |
| Spurweite: | 600 mm (Schmalspur) |                                            |                   |
| Streckengeschwindigkeit: | 20 km/h             |                                            |                   |
| |                     |                                            |                   |
| \| \| \| Übergang zur Södra stambanan \| \| \| \| \| Solberga \| \| \| \| \| ehemals geplante Strecke \| \| \| \| 7,10 \| Smålands Anneberg \| Smålands Anneberg \| \| \| 3,80 \| Bokdungen \| Bokdungen \| \| \| 2,15 \| Muntarp Kärr \| Muntarp Kärr \| \| \| 0,00 \| Ormaryd \| Ormaryd \| \| \| \| Übergang zur Bahnstrecke Nässjö–Oskarshamn \| \| \| \| \| \| \| \| Quellen: [1] \| \| \| \| |                     |                                            |                   |
| |                     | Übergang zur Södra stambanan               |                   |
| Kopfbahnhof Streckenanfang (Strecke außer Betrieb) |                     | Solberga                                   | Solberga          |
| |                     | ehemals geplante Strecke                   |                   |
| Bahnhof (Strecke außer Betrieb) | 7,10                | Smålands Anneberg                          | Smålands Anneberg |
| Haltepunkt / Haltestelle (Strecke außer Betrieb) | 3,80                | Bokdungen                                  | Bokdungen         |
| Haltepunkt / Haltestelle (Strecke außer Betrieb) | 2,15                | Muntarp Kärr                               | Muntarp Kärr      |
| Kopfbahnhof Streckenende (Strecke außer Betrieb) | 0,00                | Ormaryd                                    | Ormaryd           |
| |                     | Übergang zur Bahnstrecke Nässjö–Oskarshamn |                   |
| |                     |                                            |                   |
| Quellen: |                     |                                            |                   |

Die Bahnstrecke Ormaryd–Anneberg war eine schmalspurige Eisenbahnstrecke in Schweden. Sie hatte eine Spurweite von 600 Millimetern.

## Geschichte
1867 wurde in Anneberg von August Kullberg die Streichholzfabrik Annebergs Tändsticksfabrik gegründet. Das Holz kam aus den umliegenden Wäldern, Chemikalien und Papier wurden mit der Eisenbahn bis Nässjö transportiert und dann mit Fuhrwerken auf schlechten Wegen zur Fabrik gebracht. Auf dem Rückweg nahmen die Wagen fertige Waren mit. Im Mai 1873 wurde die Eisenbahn zwischen Eksjö und Nässjö und damit auch die Station Ormaryd eröffnet.
Ab Sommer 1874 fuhren Züge zwischen Nässjö und Aneby. Dort wurde die Station Solberga eingerichtet. Kullberg wollte von seiner Fabrik zu diesem nur vier Kilometer entfernten Bahnhof eine Eisenbahn errichten, was aber von den Behörden nicht genehmigt wurde. So wurden die Waren weitere 30 Jahre mit Fuhrwerken befördert.
1903 wurde C. O. Löwenadler Generaldirektor der Streichholzfabrik. Auf seine Initiative fertigte der Ingenieur C. Hult erneut Pläne und Karten für eine Eisenbahnlinie zwischen Solberga und Anneberg. Allerdings führte auch dieser neue Anlauf nicht zum erhofften Bahnbau.
Als Nächstes wurde eine Streckenführung zu dem sieben Kilometer entfernten Bahnhof in Ormaryd geplant. Im Frühsommer 1907 wurde die Trasse für eine Schmalspurbahn Ormaryd – Muntarp – Anneberg mit Haltestellen in Bokdungen und Muntarp Kärr abgesteckt. Am 23. März 1909 wurde die Strecke eingeweiht. Ein Nebengleis der nun Småland Anneberg bezeichneten Endhaltestelle führte vom Bahnhof bis in die Streichholzfabrik. Auf der für den öffentlichen Personenverkehr freigegebenen Strecke verkehrten täglich drei Zugpaare nach Ormaryd, die dafür etwa 20 Minuten brauchten.

## Fahrzeuge
Für den Zugbetrieb wurden zu Beginn zwei Dampflokomotiven von der Bahngesellschaft Hälsingborg–Triangeln–Råå/Ramlösa (HRRJ) beschafft, die diese wegen Umspurung auf Normalspur nicht mehr benötigte. Nach dem Ersten Weltkrieg folgte eine weitere Lok aus Deutschland. Die ersten Lokomotiven kosteten etwa 15.000 Kronen. Dazu wurden zwei Personenwagen gekauft. Einer dieser Wagen besaß die 3. Klasse, der zweite hatte ebenfalls ein Abteil 3. Klasse und einen Gepäckraum. Die rotbraun gestrichenen Wagen kosteten zusammen 2.950 Kronen. Für den Güterverkehr standen 28 Wagen (offen und gedeckt) zur Verfügung.
| Nummer | Name        | Achsfolge | Hersteller                   | Fabr.-Nr./ Baujahr | Besonderes                                                                                        |
| ------ | ----------- | --------- | ---------------------------- | ------------------ | ------------------------------------------------------------------------------------------------- |
| 1      |             | C 1 t     | Decauville Ainé (Frankreich) | 278 1899           | 1907 von Hälsingborg–Triangeln–Råå/Ramlösa (HRRJ), dort Nr. 4, + 1937                             |
| 2      | HELSINGBORG | B' B t    | Decauville Ainé (Frankreich) | 73 1889            | 1907 von Hälsingborg–Triangeln–Råå/Ramlösa (HRRJ), dort Nr. 2, + 1923                             |
| 3      |             | D t       | Orenstein & Koppel, Berlin   | 9129 1920          | 1934 an Stavsjö Järnväg, dort Nr. 2, 1940 nach Höganäs, dort Nr. 12 nach Umbau auf 760 mm, + 1953 |

1910 fuhren die Züge in Anneberg um 06.45, 10.20 und 15:00 Uhr ab, die Rückfahrten ab Ormaryd erfolgten um 08.07, 12.22 und 16:52 Uhr. Die einfache Fahrt kostete 35 Öre, für Kinder unter 12 Jahren galt der halbe Fahrpreis und Kinder unter drei Jahren fuhren umsonst.
In den 1930er Jahren beschaffte die Eisenbahngesellschaft eine Motordraisine. Damit wurden nun täglich zwei Zugpaare mit Fracht, Post und Fahrgästen gefahren.

## Einstellung
Von 1932 an begann eine wirtschaftliche Krise, in deren Folge der Inhaber der Firma, Ivar Kreuger, genannt der Zündholzkönig (Tändstickskungen) am 12. März 1932 vermutlich wegen hoher Schulden Selbstmord beging. Dies bedeutet auch das Ende der Streichholzfabrik. Im Sommer 1934 wurden etwa 200 Arbeiter entlassen, die restlichen 100 beendeten ihre Arbeit Weihnachten 1934. Da die Eisenbahn nun keine Güter mehr zu befördern hatte, stellte die Gesellschaft zum 1. Januar 1935 den Betrieb ein. Mit der Motordraisine erfolgte noch bis zum 30. September 1935 die Postbeförderung. 1936 wurde die Strecke abgebaut. Die beiden Personenwagen kamen zur Munkedals Järnväg. Viele Fahrzeuge sind bei der Museumseisenbahn Östra Södermanlands Järnväg in Mariefred erhalten.